# Christopher McCombs
Christopher Brian McCombs, född 25 augusti 1980 i Geneva i Ohio, är en amerikansk skådespelare, modell, författare och producent. Han är mest känd för sina roller i japanska TV-program, så som Chris i  japanska komediserien The Benza och spin-off serien Benza English, Michael i Netflix-serien Followers, och DJ Chris i serien Kodawari Navi på TV Asahi. Han är också känd för sin teaterroll som Hoteye i Fairy Tail.
McCombs talar flytande japanska och har vunnit flera priser för sina framträdanden både på engelska och japanska.

## Tidiga år
Christopher McCombs föddes i Geneva, Ohio. Han och flyttade vid ung ålder till Cleveland tillsammans sin mor, lärarinnan Karen Callahan. Under skoltiden uppmuntrades han av sina lärare att gå på auditions och under gymnasiet började McCombs arbeta som professionell skådespelare och modell.

## Karriär

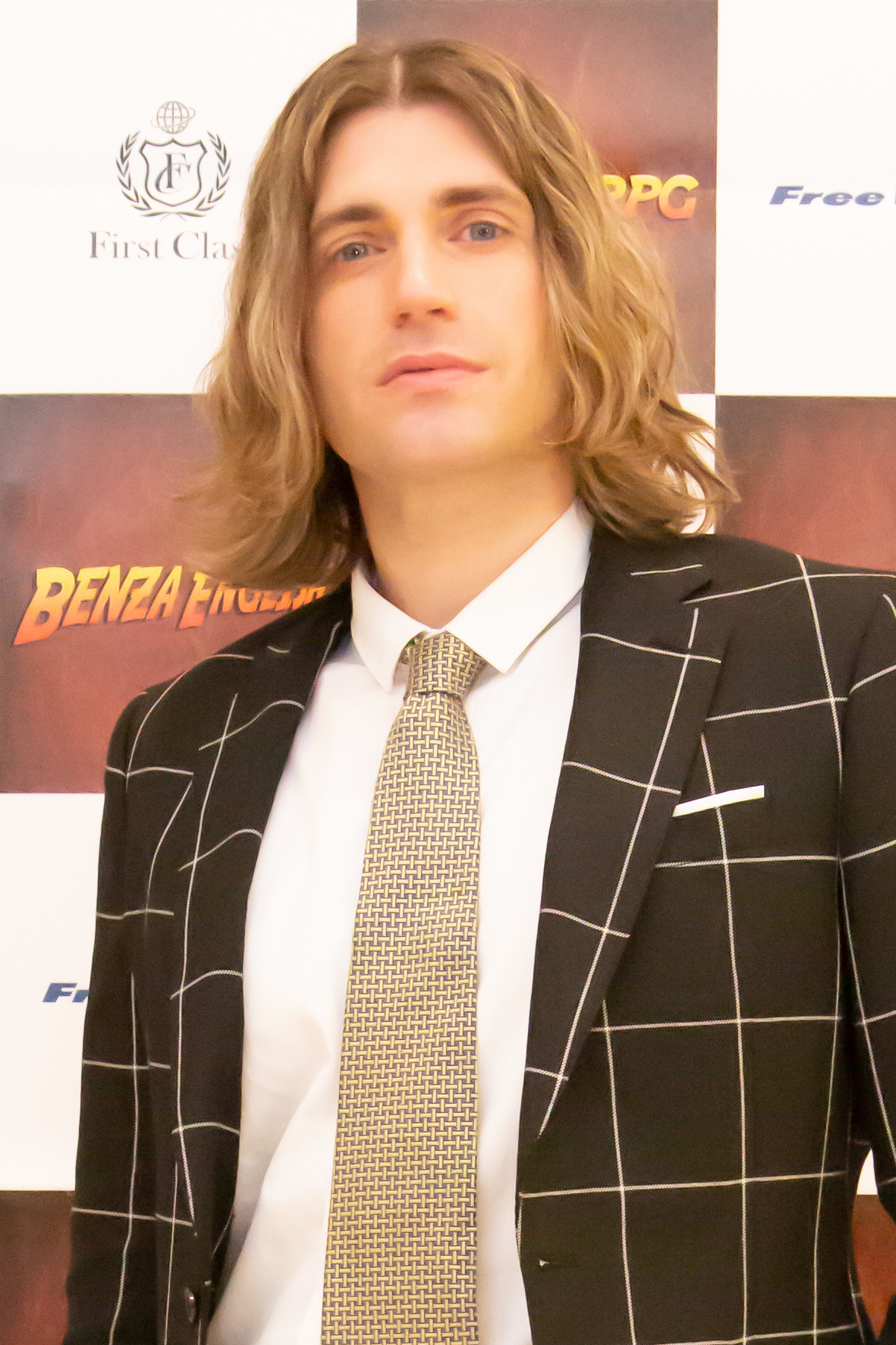
Christopher McCombs på premiären av The Benza.

År 2014 påbörjade McCombs en lång rad av regelbundna och återkommande roller i japanska TV-program så som Go ji ni muchuu, Omotenashi no kiso eigo, Ei Ei Go, Kodawari Navi och Bento Expo. Han har även jobbat som reporter på TV-program så som J-Trip Plan.
År 2015 skapade McCombs produktionsbolaget Tokyo Cowboys med målet att skapa bättre roller för utlänningar som ville arbeta i Japan. På inrådan av chefen för Freewave Entertainment, Mutsumi Takahashi, började McCombs sätta samman ett team av japanska och utländska skådespelare och kreatörer som bättre representerade mångfalden i Tokyo. I början fokuserade Tokyo Cowboys på att göra kortfilmer. Under 2018 gick man över till att skapa serier med start i webserien Till Death. Man följde upp serieskapare med The Benza som sändes på Amazon Prime Video  2019. McCombs roll inom Tokyo Cowboys är både som producent och manusförfattare.
Christopher McCombs påbörjade arbetet med spinoff-serien till The Benza, Benza English,  under 2020. Han fortsatte att synas  regelbundet i roller på tv-kanalerna TV Asahi, NHK1 och NHKE. Han började även att arbeta regelbundet på Nihon TV:s nyhetsmorgonprogram Zip!.

## Priser och nomineringar
McCombs arbetar både på japanska och engelska, och har vunnit ett flertal priser för sitt skådespeleri. Han vann pris för "Bästa Skådespelare" för sin roll i den japanska kortfilmen The Actor and the Model vid Formosa Festival of International Film i Taiwan. Han har även vunnit priser som ”Rising Star Award” vid 2018 års Seoul Webfest i Sydkorea, och han vann även priset för "Bästa Skådespelare" vid Seoul Webfest 2019 för sin roll i TV-serien The Benza. McCombs har även uppmärksammats i sin roll som manusförfattare.
| Year | Award                                  | Category                            | Role                            | Result | Ref.   |
| ---- | -------------------------------------- | ----------------------------------- | ------------------------------- | ------ | ------ |
| 2017 | Seoul Webfest                          | Best Supporting Actor               | Rain - Till Death               | Vann   | [ 24 ] |
| 2017 | Seoul Webfest                          | Best Cast                           | Rain – Till Death               | Vann   | [ 24 ] |
| 2017 | FFIFA                                  | Best Actor                          | Model – The Actor and the Model | Vann   | [ 25 ] |
| 2017 | FFIFA                                  | Jury Award Best Screenplay          | The Actor and the Model         | Vann   | [ 26 ] |
| 2018 | Seoul Webfest                          | Rising Star                         | Chris – The Benza               | Vann   | [ 27 ] |
| 2019 | Festigious International Film Festival | Best Ensemble Cast                  | Chris – The Benza               | Vann   | [ 28 ] |
| 2019 | Festigious International Film Festival | Best Original Song "Running Around" | Self – The Benza Soundtrack     | Vann   | [ 28 ] |
| 2019 | Seoul Webfest                          | Best Actor                          | Chris – The Benza               | Vann   | [ 23 ] |
| 2019 | New Jersey Web Fest                    | Best On-Screen Chemistry            | Chris – The Benza               | Vann   | [ 29 ] |